# Pajot Hills Classic
Das Pajot Hills Classic war ein belgisches Eintagesrennen für Frauen im Straßenradsport rund um die Stadt Gooik.
Das Pajot Hills Classic wurde 2016 zum ersten Mal ausgetragen und war in der UCI-Kategorie 1.2. eingestuft.
Die erste Austragung gewann die niederländische mehrfache Weltmeisterin Marianne Vos, die damit nach einer verletzungsbedingten Rennpause seit September 2014 erstmals wieder ein Rennen gewann.

## Palmarès
| Jahr | Siegerin          | Zweite            | Dritte            |
| ---- | ----------------- | ----------------- | ----------------- |
| 2016 | Marianne Vos      | Megan Guarnier    | Lotta Lepistö     |
| 2017 | Annette Edmondson | Barbara Guarischi | Ilaria Sanguineti |